# Rudolf Sonndorfer
Rudolf Sonndorfer (* 14. April 1839 in Böhmischkrut; † 4. Dezember 1910) war ein österreichischer Handelswissenschaftler.

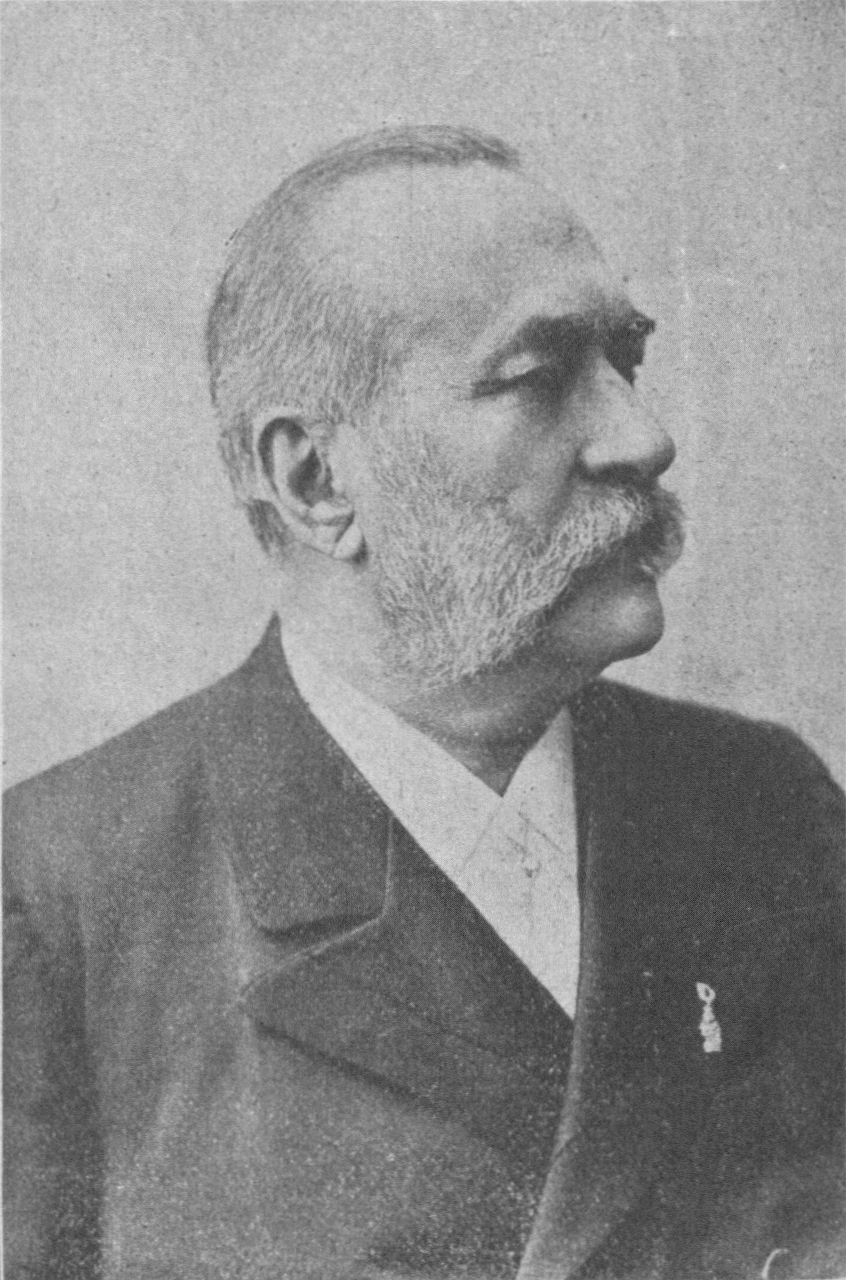
Rudolf Sonndorfer von Charles Scolik
(Wiener Bilder, 14. Dezember 1910)

## Leben
Rudolf Sonndorfer wurde als Sohn eines Kaufmannes in Niederösterreich geboren und studierte in Wien. 1860 erhielt er die Lehramtsbefähigung in Mathematik, darstellende Geometrie und Maschinenkunde an Realschulen. Im Oktober desselben Jahres begann er mit dem Unterricht an der Wiener Schottenfelder Oberrealschule, an welcher er 1861 zum Assistenten und ein Jahr später zum Supplenten (Hilfslehrer) ernannt wurde. In dieser Zeit schrieb Sonndorfer wissenschaftliche Arbeiten im Bereich Astronomie, Mathematik und Geometrie.
Aufgrund seines Werks Über die Helligkeit der Asteroiden wurde Sonndorfer 1864 zum Lehrer extra statum (Professor) ernannt. 1869 wurde er zum Bezirksschulinspektor, 1871 zum Abgeordneten in den Landtag von Niederösterreich gewählt. Bis 1879 war er fachmännisches Mitglied des niederösterreichischen Landesschulrates.
Ab 1872 war Sonndorfer als Professor an der Wiener Handelsakademie tätig und veröffentlichte wissenschaftliche Arbeiten im Fachgebiet des Welthandels, die teils internationale Aufmerksamkeit erfuhren. Insbesondere seine Technik des Welthandels, die mehrere Auflagen erreichte, wurde auch im anglo-amerikanischen Raum Gegenstand handelswissenschaftlicher Auseinandersetzungen. Weitere Lehr- und Verwaltungstätigkeiten an der Akademischen Handelsmittelschule (Vizedirektor), der Handelshochschule, der Technischen Hochschule und der Konsularakademie in Wien folgten.
Rudolf Sonndorfer wurde in der Familiengruft am Hietzinger Friedhof beigesetzt.

## Schriften
- Über die Helligkeit der Asteroiden. Akademie der Wissenschaften 1859.
- Theorie und Konstruktion der Sonnenuhren. 1863.
- Lehrbuch der Geometrie für die oberen Klassen der Mittelschulen. 1864.
- Usancen und Prioritäten des Getreidehandels im Weltverkehr. 1880.
- Handel und Verkehr mit Niederländisch Indien. 1884.
- Technik des Welthandels. 1886.
- Die Warenbörsen, deren Einrichtung und Bedeutung für den Internationalen Handel. In: Political Science Quarterly, Vol. 15/1 (1900), S. 155ff.
- Der internationale Eierhandel. 1909.
- Der internationale Kohlenhandel. 1910.

## Funktionen, Ehrungen und Auszeichnungen
- Wirklicher k&k Hofrat
- Direktor der Ersten Wiener Handelsakademie
- Direktor der Prüfungskommission für das Lehramt an höheren Handelsschulen
- korresp. Mitglied der NÖ Handels- und Gewerbekammer
- Abgeordneter zum Niederösterreichischen Landtag
- Ritter diverser Orden
- Ehrenmedaille für vierzig Jahre treue Dienste am Volk
- Kaiserliche Medaille für Wissenschaft und Kunst
- Goldene Ehrenmedaille der NÖ Handels- und Gewerbekammer